# Bataille de Darzab
Guerre d'Afghanistan
La bataille de Darzab a lieu du 12 juillet au 1er août 2018 lors du conflit opposant l'État islamique et les taliban pendant la guerre d'Afghanistan.

## Déroulement
Le 12 juillet 2018, les taliban lancent une offensive à Darzab (en) et Qush Tepa (en), deux districts de la province de Djozdjan contrôlés depuis 2017 par l'État islamique,. Selon les autorités afghanes, 600 à 700 djihadistes de l'EI, dont environ 50 étrangers (Tchétchènes, Ouzbeks, Tadjiks, Kazakhs, Kirghizes, Indonésiens, Turcs, Pakistanais, Ouïghours, Français, Algériens) sont présents dans cette zone,,. Les taliban engagent quant à eux des troupes de l'Unité rouge (en), considérée comme une force d'élite.
Le 18 juillet, un commandant des taliban, le mollah Burjan, est capturé et décapité par les hommes de l'État islamique. 
Dans les jours qui suivent, les combats s'étendent aux provinces voisines de Faryab et de Sar-é Pol, où le gouverneur talib de Sang-e Charak est tué par l'État islamique le 23 juillet,,.  
Le 1er août, les forces de l'État islamique sont mises en déroute, et entre 150 et 200 combattants prennent la fuite et préfèrent aller se rendre aux forces gouvernementales afghanes (en) plutôt qu'aux taliban,. Parmi ces derniers figurent notamment Mawlavi Habibul Rahmane, le chef militaire de l'État islamique dans le Nord, et le mufti Nematullah,. Le 2 août, Habibul Rahmane déclare lors d'une cérémonie organisée par les forces de sécurité que le gouvernement a « fait des promesses. Il nous a été demandé de participer à un processus de paix. Et si le gouvernement le souhaite, nous nous mettrons à sa disposition ». Les taliban revendiquent la victoire le 1er août et affirment avoir éradiqué l'État islamique dans le nord de la province de Djozdjan. Leur porte-parole, Zabihullah Mujahid, déclare alors : « Le phénomène diabolique qu’est Daech a été complètement éliminé et les habitants de Jawzjan sont désormais libérés de ses tortures »,.

## Les pertes
Plusieurs bilans sont annoncés par les autorités afghanes et les taliban au cours des combats.
Le 13 juillet, le porte-parole de l'armée afghane dans cette région, Mohammad Hanif Rezai, affirme que 50 taliban et 43 hommes de l'État islamique ont été tués le 12 juillet, la première journée de l'offensive. Ils affirme également que 32 combattants de l'EI, dont trois femmes, ont été faits prisonniers par les taliban.
Le 19 juillet, le même porte-parole affirme que 72 taliban et 52 hommes de l'État islamique sont morts au cours des trois jours précédents. Il déclare aussi que les combats ont fait une centaine de blessés, dont 60 taliban.
Le 1er août, le porte-parole de taliban, Zabihullah Mujahid, déclare que « 153 criminels de Daech » ont été tués, une centaine d'autres blessés, 134 faits prisonniers par les taliban et 154 se sont rendus aux forces gouvernementales afghanes,,. Il affirme également que seulement 17 taliban ont été tués et 13 autres blessés au cours de l'offensive. Le même jour, les autorités afghanes confirment le reddition de 152 djihadistes de l'État islamique. Elles indiquent par la suite que près d'une centaine d'entre-eux seraient mineurs,.